# Hospital Interzonal General de Agudos San Felipe
El Hospital Interzonal General de Agudos San Felipe es un centro de salud pública descentralizado que responde a los principios planteados en la estrategia de atención primaria de salud. Está ubicado en la ciudad de San Nicolás de los Arroyos y es la sede de la Región Sanitaria IV, dependiente del Ministerio de Salud de la provincia de Buenos Aires.

## Instalaciones
Las instalaciones del hospital se encuentran ubicadas en Av. Moreno 31 de la ciudad de San Nicolás de los Arroyos, dada su ubicación absorbe toda la accidentología de uno de los corredores viales más importante del país, como es la autopista Buenos Aires – Rosario - Santa Fe.
Cuenta con una disponibilidad de 160 camas de internación y numeroso equipamiento de avanzada para el tratamiento de diversas enfermedades.
El plantel básico está conformado por 25 becarios, 43 residentes, 113 profesionales ley 10471 y 220 agentes ley 10430.

## Historia
El Hospital y Asilo San Felipe hoy Hospital Interzonal General de Agudos San Felipe, fue fundado el 15 de octubre de 1874, por la señora Justina Acevedo de Botet, quien donó los terrenos donde actualmente se emplaza. Su primer director fue el médico Alberto Alberti.
El 15 de marzo de 1995, fallece en el Hospital Carlos Saúl Facundo Menem, hijo del expresidente Carlos Saúl Menem fruto de un siniestro de helicóptero, en la vecina localidad de Ramallo